# Comuna Hârsești, Argeș
Hârsești este o comună în județul Argeș, Muntenia, România, formată din satele Ciobani, Hârsești (reședința) și Martalogi.

## Așezare
Comuna se află în marginea sud-vestică a județului, la limita cu județul Olt, pe malurile râului Cotmeana. Este străbătută de șoseaua județeană DJ679, care o leagă spre nord de Stolnici, Lunca Corbului (unde se intersectează cu DN65) și Poiana Lacului (unde se termină în DN65B) și spre sud de Bârla, mai departe în județul Olt de Tufeni, Ghimpețeni, Nicolae Titulescu, Văleni, Seaca, Mihăești și mai departe în județul Teleorman de Călmățuiu de Sus. Prin comună trece și calea ferată Pitești-Piatra Olt, pe care este deservită de halta de mișcare Hârsești.

## Demografie
Componența etnică a comunei Hârsești
     Români (88,1%)
     Alte etnii (0%)
     Necunoscută (11,9%)
Componența confesională a comunei Hârsești
     Ortodocși (87,52%)
     Alte religii (0,34%)
     Necunoscută (12,14%)
Conform recensământului efectuat în 2021, populația comunei Hârsești se ridică la 2.067 de locuitori, în scădere față de recensământul anterior din 2011, când fuseseră înregistrați 2.480 de locuitori. Majoritatea locuitorilor sunt români (88,1%), iar pentru 11,9% nu se cunoaște apartenența etnică. Din punct de vedere confesional, majoritatea locuitorilor sunt ortodocși (87,52%), iar pentru 12,14% nu se cunoaște apartenența confesională.

## Politică și administrație
Comuna Hârsești este administrată de un primar și un consiliu local compus din 11 consilieri. Primarul, Ionel Moloiu[*], de la Partidul Social Democrat, este în funcție din 2012. Începând cu alegerile locale din 2024, consiliul local are următoarea componență pe partide politice:
|  | Partid                          | Consilieri | Componența Consiliului | Componența Consiliului | Componența Consiliului | Componența Consiliului | Componența Consiliului | Componența Consiliului | Componența Consiliului | Componența Consiliului | Componența Consiliului |
|  | ------------------------------- | ---------- | ---------------------- | ---------------------- | ---------------------- | ---------------------- | ---------------------- | ---------------------- | ---------------------- | ---------------------- | ---------------------- |
|  | Partidul Social Democrat        | 9          |                        |                        |                        |                        |                        |                        |                        |                        |                        |
|  | Partidul Național Liberal       | 1          |                        |                        |                        |                        |                        |                        |                        |                        |                        |
|  | Alianța pentru Unirea Românilor | 1          |                        |                        |                        |                        |                        |                        |                        |                        |                        |

## Istorie
La sfârșitul secolului al XIX-lea, comuna făcea parte din plasa Cotmeana a județului Argeș și era formată din satele Hârsești și Vlășcuța, având în total 1270 de locuitori, trei biserici și o școală rurală. La acea vreme, pe teritoriul actual al comunei mai funcționa în aceeași plasă și comuna Martalogi-Ciobani, cu cele două sate de la care își trage numele, având împreună 730 de locuitori; existau și aici o biserică și o școală primară rurală. Anuarul Socec din 1925 consemnează comunele în aceeași plasă — comuna Hârsești având 2996 de locuitori în satele Hârsești și Vlășcuța și în cătunul Bărăgai; și comuna Martalogi-Ciobani, denumită acum doar Martalogi, având 1140 de locuitori în aceleași două sate ale ei. Comuna Martalogi a fost desființată în 1931, satele ei trecând atunci la comuna Hârsești.
În 1950, comuna Hârsești a fost transferată raionului Costești din regiunea Argeș. În 1968, a revenit la județul Argeș, reînființat, satul Vlășcuța fiind trecut la comuna Stolnici.

## Monumente istorice
Două obiective din comuna Hârsești sunt incluse în lista monumentelor istorice din județul Argeș ca monumente de interes local, ambele aflate în satul Hârsești și clasificate ca monumente de arhitectură: două biserici cu hramul „Adormirea Maicii Domnului”, una din 1834 aflată în strada Dispensarului și alta din 1865 aflată în strada Ghebărești.

## Personalități
- Ioana Modan Cornea (n. 1954), interpretă de muzică populară românească;
- Mircea Fulger (n. 1959), pugilist.